# وتتهنا
وتتهنا (به لاتین: Wattehena) یک منطقهٔ مسکونی در سری‌لانکا است که در استان مرکزی (سری‌لانکا) واقع شده‌است.